# Torymus lapsanae
Torymus lapsanae is een vliesvleugelig insect uit de familie Torymidae. De wetenschappelijke naam is voor het eerst geldig gepubliceerd in 1930 door Hoffmeyer.